# Metal Sword
Metal Sword war Mitte der 1980er Jahre eine Heavy-Metal-Band aus Duisburg.

## Geschichte
Im Sommer 1981 gründeten der Gitarrist Rainer Schaffranietz, der sich schlicht „Rick“ nannte, und der Schlagzeuger Thomas Alkämper, der mit seinen Initialen „T. A.“ auftrat, in Duisburg die Heavy-Metal-Band Metal Sword. In einem Proberaum in der Duisburger Innenstadt stießen der Sänger Jürgen van de Wetering alias „Jay Jay the Fist“ und der Bassist Frank „Rank Frank“ Kleiber hinzu. Auch die Suche nach einem Leadgitarristen war erfolgreich, und kurze Zeit später stieß Manfred Link zur Band. Im Jahr 1982 stand ein 90-minütiges Programm, das live präsentiert wurde. Von Publikum und Lokalpresse beachtet, setzte sich die Band einen Plattenvertrag zum Ziel und nahm deshalb in Leverkusen ein Demoband auf. Dieses missriet den Musikern allerdings, sodass aus dem Plattenvertrag erst einmal nichts wurde. Als sie sich von Manfred Link trennten und auf den klassisch ausgebildeten Gitarristen Stefan Broedner (Künstlername Steve Thomaszorro) trafen und ihn in die Band integrierten, ging es kompositorisch und klangtechnisch aufwärts. Das zweite Demo, das 1984 fertiggestellt war, fand dann auch Anklang beim Label Wishbone Records, das ihnen im Frühjahr 1985 einen Vertrag vorlegte. Live waren die miteinander harmonierenden Musiker zuvor intensiv und erfolgreich unterwegs gewesen – zum Beispiel gab es einen Auftritt mit dem Bonfire-Vorläufer Cacumen in Dinslaken –, was den Zeitpunkt für eine erste Plattenveröffentlichung günstig erscheinen ließ. Wishbone wollte zunächst eine EP mit der Band produzieren, mit einer weiteren Option auf eine LP hinterher. Die EP Harder Than Steel mit sechs Stücken war schon für März 1985 avisiert, wurde auf Ende Mai verschoben und ist dann, da die Produktion erst im Sommer 1985 im Bochumer Wahn-Studio unter der Leitung von Ferdinand Köther (dem Inhaber von Wishbone) und Ralph Hubert (dessen eigenes Projekt Mekong Delta sehr erfolgreich war) hatte beginnen können, tatsächlich noch später im Jahr erschienen. Es wird von positiven Reaktionen seitens der Metal-Anhängerschaft berichtet, aber auch von spärlicher Resonanz seitens der Metal-Magazine.
Zur verzögerten Veröffentlichung und der mageren Presseberichterstattung kamen nun interne Probleme. Man trennte sich von „T. A.“, der von Produzent Ralf Hubert als nicht tauglich befunden wurde, und auf der EP durch Leihschlagzeuger Jörg Michael ersetzt wurde. Der Gruppe war bewusst, dass das Einarbeiten eines neuen Schlagzeugers viel Zeit kosten würde, deswegen entschied sich „Rank Frank“ aus beruflichen Gründen und der Fairness halber, die Band ebenfalls zu verlassen. Dadurch konnte die Band zwei neue Leute gleichzeitig einspielen, was einen enormen Zeitgewinn bedeutete. Mit den Ersatzleuten Randy Tomlin, der ein Gastspiel bei Warrant gegeben hatte, und T. G. Cunning wurden Schlagzeug und Bass neu besetzt und 1986 die selbstbetitelte LP angegangen. Wie auch immer, es wurden letztlich keine Handelsexemplare gepresst, weshalb es offenbar nur Weißpressungen davon gibt. Die Bandauflösung vollzog sich zur selben Zeit. Thomas Alkämper („T. A.“) spielte einige Jahre bei Airwolf, auf deren 1988er LP er mitwirkte. Rainer Schaffranietz („Rick“) tauchte erst viele Jahre nach dem Split bei Sacred Gate kurz wieder auf. Heute spielt er bei der AC/DC-Coverband Power Up. Stefan Broedner („Steve Thomaszorro“) ist seit 1995 Musikberater („Music Consultant“) bei Filmproduktionen. Randy Tomlin spielt in der Düsseldorfer Band Manticore. „Rank Frank“ und „Jay Jay the Fist“ haben musikalisch aufgehört und gehen ihren bürgerlichen Berufen nach.

## Stil
Uwe Lerch zeigte sich im Metal-Magazin Crash wegen der Masse an Konkurrenten besorgt und meinte, der gelbe Aufkleber, der den Titel Disco is Fuck herausstellt, könne Neugier erregen, allerdings enttäusche die musikalische Qualität der sechs stilistisch nicht weiter beschriebenen Lieder. Den Aufkleber und auch das Coverartwork findet Stefan Wille auf dem Internetportal metalpage.de kultig. Am musikalischen Inhalt könne man seine Freude haben, auch ohne wirklich Großartiges vorzufinden. „Geboten wird“, schreibt er, „denn auch recht typischer, deutscher Metal, der mal speeding, mal stampfend aus den Boxen wabert und das Herz aufblühen lässt. Gute Songs, die im Ohr hängen bleiben und nicht langweilen, ein leider nicht ganz so guter Sänger, eine dünne, aber annehmbare Produktion und natürlich der Anti-Disco Hit runden diese schöne Scheibe ab.“ Im Metal Hammer wurde der Stil als Heavy Metal der Marke „High Speed“ angegeben. In seiner Bandbiografie für das Lexikon Heavy Metal made in Germany schrieb Otger Jeske, insbesondere die Lieder auf der A-Seite „variierten gekonnt zwischen verschiedenen Spielarten des HM“. Disco is Fuck sei eine „Speed-Granate“, werde von einem „herrlichen Intro“ eingeleitet und habe „dem ehrlichen Fan damals voll aus der Seele“ gesprochen. In seinem Buch The Collector’s Guide of Heavy Metal Volume 2: The Eighties fasste Martin Popoff die Musik auf Harder Than Steel unter dem Begriff „Biker Rock“ zusammen. Die Gruppe gebe sich „hart wie Stahl“, wobei er sich an Iron Angel, die selbstbetitelte EP der schwedischen Band Parasite, frühe Running Wild, Blackout und Samain erinnert fühlte.

## Diskografie
- 1983: Demo (Eigenveröffentlichung)
- 1984: Demo 1984 (Eigenveröffentlichung)
- 1985: Harder Than Steel (Mini-Album, Wishbone Records)
- 1986: Metal Sword (Album, unveröffentlicht)